# Atraphaxis
Atraphaxis, biljni rod polugrmova, grmova i drveća iz porodice dvornikovki sa četrdesetak vrsta rasprostranjenih po jugoistočnoj Europi, Kavkazu, sjevernoj Africi, jugozapadnoj Aziji preko srednje Azije na istok do zapadnog i istočnog Sibira, Kine i Mongolije

## Vrste
1. Atraphaxis angustifolia Jaub. & Spach
2. Atraphaxis ariana (Grigorj.) T.M.Schust. & Reveal
3. Atraphaxis arida (Boiss. & Hausskn. ex Boiss.) S.Tavakkoli & Kaz.Osaloo
4. Atraphaxis atraphaxiformis (Botsch.) T.M.Schust. & Reveal
5. Atraphaxis aucheri Jaub. & Spach
6. Atraphaxis avenia Botsch.
7. Atraphaxis badghysi Kult.
8. Atraphaxis billardierei Jaub. & Spach
9. Atraphaxis binaludensis S.Tavakkoli, Mozaff. & Kaz.Osaloo
10. Atraphaxis botuliformis (Mozaff.) S.Tavakkoli & Mozaff.
11. Atraphaxis bracteata Losinsk.
12. Atraphaxis canescens Bunge
13. Atraphaxis caucasica (Hoffm.) Pavlov
14. Atraphaxis compacta Ledeb.
15. Atraphaxis daghestanica (Lovelius) Lovelius
16. Atraphaxis decipiens Jaub. & Spach
17. Atraphaxis dumosa (Boiss.) S.Tavakkoli & Kaz.Osaloo
18. Atraphaxis ephedroides S.Tavakkoli, Kaz.Osaloo & Mozaff.
19. Atraphaxis frutescens (L.) Eversm.
20. Atraphaxis grandiflora (Willd.) Jaub. & Spach
21. Atraphaxis intricata Mozaff.
22. Atraphaxis irtyschensis C.Y.Yang & Y.L.Han
23. Atraphaxis kamelinii Yurtseva
24. Atraphaxis karataviensis Pavlov & Lipsch.
25. Atraphaxis kermanica S.Tavakkoli & Kaz.Osaloo
26. Atraphaxis khajeh-jamali (Khosravi & Poormahdi) S.Tavakkoli & Kaz.Osaloo
27. Atraphaxis kopetdagensis Kovalevsk.
28. Atraphaxis kuvaevii Yurtseva
29. Atraphaxis laetevirens (Ledeb.) Jaub. & Spach
30. Atraphaxis ledebourii Yurtseva
31. Atraphaxis macrocarpa Rech.f. & Schiman-Czeika
32. Atraphaxis manshurica Kitag.
33. Atraphaxis muschketowii Krasn.
34. Atraphaxis pungens (M.Bieb.) Jaub. & Spach
35. Atraphaxis pyrifolia Bunge
36. Atraphaxis radkanensis S.Tavakkoli, Kaz.Osaloo & Mozaff.
37. Atraphaxis replicata Lam.
38. Atraphaxis rodinii Botsch.
39. Atraphaxis salicornioides (Jaub. & Spach) S.Tavakkoli & Kaz.Osaloo
40. Atraphaxis schischkinii (N.A.Ivanova ex Borodina) Yurtseva & Govaerts
41. Atraphaxis selengensis Yurtseva & Mavrodiev
42. Atraphaxis seravschanica Pavlov
43. Atraphaxis spinosa L.
44. Atraphaxis suaedifolia Jaub. & Spach
45. Atraphaxis teretifolia (Popov) Kom.
46. Atraphaxis toktogulica (Lazkov) T.M.Schust. & Reveal
47. Atraphaxis virgata (Regel) Krasn.